# 托马斯 (网站)
托马斯（英語：THOMAS）是美国第一个查询美国国会立法信息的在线数据库。它属于国会图书馆的一个项目，于1995年1月在第104届美国国会会期内推出。目前该网站已于2016年7月5日正式下线，其职责被美国国会网所取代。

## 网站简介
托马斯网站是有关美国国会活动的全面的、可通过互联网访问的资料来源网站，其内容包括：
- 法案与国会决议（英语：Resolution (law)）
  - 法案与决议的文本；
  - 法案与决议的摘要及状态；
  - 法案与决议的投票结果，包括每个议员的投票。
- 《国会记录（英语：Congressional Record）》，包括每日摘要。
- 总统提名（英语：Presidential nominee）
- 条约

网站的名称源自第三任美国总统托马斯·杰斐逊（Thomas Jefferson）， 同时也是“美国众议院开放式多媒体访问系统”的首字母缩写。
托马斯允许用户通过数个社交网络服务分享立法信息， 并提出了应用程序接口的建议。